# Cutting Crew
Cutting Crew ist eine britisch-kanadische Band, die in den 1980er Jahren mit den Songs (I Just) Died in Your Arms und I’ve Been in Love Before bekannt wurde.

## Bandgeschichte
Gegründet wurde Cutting Crew 1985 vom Engländer Nicholas „Nick“ van Eede und dem Kanadier Kevin MacMichael. 1986 erschien das Debütalbum Broadcast, das zugleich das kommerziell erfolgreichste Album der Band wurde. Die Auskopplung (I Just) Died in Your Arms erreichte Platz eins der US-Charts. Die beiden Nachfolgealben The Scattering und Compus Mentus konnten nicht an den Erfolg des Erstlings anknüpfen.
Nachdem der Bassist Colin Farley und der Schlagzeuger Martin Beedle die Band schon nach dem zweiten Album verlassen hatten, lösten sich Cutting Crew Anfang der 1990er Jahre endgültig auf. Die Bandmitglieder blieben im Musikgeschäft aktiv. So spielte der Gitarrist MacMichael zusammen mit Robert Plant. Der Sänger van Eede tourte in der Weihnachtszeit 2002 mit The Nokia Night of the Proms durch Deutschland. Im Dezember 2002 starb MacMichael an Lungenkrebs.
Nick van Eede startete 2003 das Musikprojekt Grinning Souls und veröffentlichte 2005 ein gleichnamiges Album, das er seinem verstorbenen Freund MacMichael widmete. Die Platte war nicht im Einzelhandel erhältlich, sondern konnte nur online bestellt werden. Im Januar 2006 wurde Grinning Souls dann als „das neue Cutting-Crew-Album“ in Deutschland veröffentlicht. Im Februar 2006 tourte Nick van Eede mit Gastmusikern unter dem Namen Cutting Crew durch Deutschland. Colin Farley und Martin Beedle standen nicht mit auf der Bühne.

## Diskografie

### Studioalben
| Jahr | Titel             | Höchstplatzierung, Gesamtwochen, AuszeichnungChartplatzierungen (Jahr, Titel, Platzierungen, Wochen, Auszeichnungen, Anmerkungen) | Höchstplatzierung, Gesamtwochen, AuszeichnungChartplatzierungen (Jahr, Titel, Platzierungen, Wochen, Auszeichnungen, Anmerkungen) | Höchstplatzierung, Gesamtwochen, AuszeichnungChartplatzierungen (Jahr, Titel, Platzierungen, Wochen, Auszeichnungen, Anmerkungen) | Anmerkungen                                                                             |
| Jahr | Titel             | DE | UK | US | Anmerkungen                                                                             |
| ---- | ----------------- | --- | --- | --- | --------------------------------------------------------------------------------------- |
| 1986 | Broadcast         | DE49 (12 Wo.)DE | UK41 Silber · (6 Wo.)UK | US16 Gold · (45 Wo.)US | Erstveröffentlichung: 30. Juni 1986 Produzenten: Cutting Crew, John Jansen              |
| 1989 | The Scattering    | — | — | US150 (6 Wo.)US | Erstveröffentlichung: 16. Mai 1989 Produzenten: Cutting Crew, Don Gehman, Peter Vettese |
| 1992 | Compus Mentus     | — | — | — | Erstveröffentlichung: 27. Juli 1992                                                     |
| 2006 | Grinning Souls    | — | — | — | Erstveröffentlichung: 6. März 2006                                                      |
| 2015 | Add to Favourites | — | — | — | Erstveröffentlichung: 2. Oktober 2015                                                   |

### Kompilationen
- 1993: The Best of Cutting Crew
- 1999: Back to Back Hits
- 2000: Best of the 80’s: Cutting Crew
- 2004: The Best of Cutting Crew
- 2018: Icon
- 2020: Ransomed Healed Restored Forgiven
- 2024: All for You - The Virgin Years 1986-1992

### Singles
| Jahr | Titel Album                                      | Höchstplatzierung, Gesamtwochen, AuszeichnungChartplatzierungen (Jahr, Titel, Album, Platzierungen, Wochen, Auszeichnungen, Anmerkungen) | Höchstplatzierung, Gesamtwochen, AuszeichnungChartplatzierungen (Jahr, Titel, Album, Platzierungen, Wochen, Auszeichnungen, Anmerkungen) | Höchstplatzierung, Gesamtwochen, AuszeichnungChartplatzierungen (Jahr, Titel, Album, Platzierungen, Wochen, Auszeichnungen, Anmerkungen) | Höchstplatzierung, Gesamtwochen, AuszeichnungChartplatzierungen (Jahr, Titel, Album, Platzierungen, Wochen, Auszeichnungen, Anmerkungen) | Höchstplatzierung, Gesamtwochen, AuszeichnungChartplatzierungen (Jahr, Titel, Album, Platzierungen, Wochen, Auszeichnungen, Anmerkungen) | Anmerkungen                                                                 |
| Jahr | Titel Album                                      | DE | AT | CH | UK | US | Anmerkungen                                                                 |
| ---- | ------------------------------------------------ | --- | --- | --- | --- | --- | --------------------------------------------------------------------------- |
| 1986 | (I Just) Died in Your Arms Broadcast             | DE4 Gold · (16 Wo.)DE | AT9 (12 Wo.)AT | CH4 (10 Wo.)CH | UK4 Platin · (14 Wo.)UK | US1 (19 Wo.)US | Erstveröffentlichung: 25. Juli 1986 Autor: Nick van Eede                    |
| 1986 | I’ve Been in Love Before Broadcast               | DE44 (11 Wo.)DE | — | — | UK24 (20 Wo.)UK | US9 (21 Wo.)US | Erstveröffentlichung: Oktober 1986 Autor: Nick van Eede                     |
| 1987 | One for the Mockingbird Broadcast                | — | — | — | UK52 (5 Wo.)UK | US38 (11 Wo.)US | Erstveröffentlichung: Februar 1987 Autor: Nick van Eede                     |
| 1987 | Any Colour Broadcast                             | — | — | — | UK83 (3 Wo.)UK | — | Erstveröffentlichung: April 1987 Autoren: Kevin MacMichael, Nick van Eede   |
| 1989 | (Between A) Rock and a Hard Place The Scattering | — | — | — | UK66 (4 Wo.)UK | US77 (5 Wo.)US | Erstveröffentlichung: Juli 1989 Autoren: Kevin MacMichael, Nick van Eede    |
| 1989 | The Scattering                                   | — | — | — | UK96 (1 Wo.)UK | — | Erstveröffentlichung: Oktober 1989 Autoren: Kevin MacMichael, Nick van Eede |

Weitere Singles
- 1990: Everything but My Pride
- 1992: If That’s the Way You Want It
- 2006: Hard on You
- 2015: Till the Money Run$ Out

### Videoalben
- 2006: Live at Full House Rock Show

## Auszeichnungen für Musikverkäufe
| Goldene Schallplatte - Finnland - 1987: für das Album Broadcast - Griechenland - 2023: für die Single (I Just) Died in Your Arms - Italien - 2024: für die Single (I Just) Died in Your Arms - Kanada - 1987: für das Album Broadcast - Spanien - 2024: für die Single (I Just) Died in Your Arms | Platin-Schallplatte - Dänemark - 2025: für die Single (I Just) Died in Your Arms - Kanada - 2018: für die Single (I Just) Died in Your Arms - Neuseeland - 2021: für die Single (I Just) Died in Your Arms |

Anmerkung: Auszeichnungen in Ländern aus den Charttabellen bzw. Chartboxen sind in ebendiesen zu finden.
| Land/RegionAuszeichnungen für Musikverkäufe (Land/Region, Auszeichnungen, Verkäufe, Quellen) | Silber  | Gold     | Platin     | Verkäufe | Quellen             |
| -------------------------------------------------------------------------------------------- | ------- | -------- | ---------- | -------- | ------------------- |
| Dänemark (IFPI)                                                                              | —       | —        | Platin1    | 90.000   | ifpi.dk             |
| Deutschland (BVMI)                                                                           | —       | Gold1    | —          | 250.000  | musikindustrie.de   |
| Finnland (IFPI)                                                                              | —       | Gold1    | —          | 25.000   | ifpi.fi             |
| Griechenland (IFPI)                                                                          | —       | Gold1    | —          | 10.000   | Einzelnachweise     |
| Italien (FIMI)                                                                               | —       | Gold1    | —          | 50.000   | fimi.it             |
| Kanada (MC)                                                                                  | —       | Gold1    | Platin1    | 130.000  | musiccanada.com     |
| Neuseeland (RMNZ)                                                                            | —       | —        | Platin1    | 30.000   | radioscope.co.nz    |
| Spanien (Promusicae)                                                                         | —       | Gold1    | —          | 30.000   | elportaldemusica.es |
| Vereinigte Staaten (RIAA)                                                                    | —       | Gold1    | —          | 500.000  | riaa.com            |
| Vereinigtes Königreich (BPI)                                                                 | Silber1 | —        | Platin1    | 660.000  | bpi.co.uk           |
| Insgesamt                                                                                    | Silber1 | 7× Gold7 | 4× Platin4 |          |                     |